# Whataya Want From Me
Whataya Want From Me er en sang skrevet af P!nk i 2009. Hun mente dog ikke at den passede rigtigt ind i hendes musik, og overgav den så til den den ny-kendte American Idol Runner-up Adam Lambert, som udgav sangen som 3. nummer på sin 3. cd udgivelse For Your Entertainment. Adam Lambert fik  en Grammy, og kom, som den første openly gay artist, på Billboards top 100-listen, og kom helt op i top 10.
| Musik | Spire Denne musikartikel er en spire som bør udbygges. Du er velkommen til at hjælpe Wikipedia ved at udvide den. |